# Quartieri di Saint Lucia

Quartieri di Saint Lucia

I quartieri di Saint Lucia (in inglese: sing. quarter, pl. quarters) sono la suddivisione territoriale di primo livello del Paese e sono pari ad 11. Essi si sovrappongono in buona parte con i quartieri istituiti a fini statistici, privi di rilevanza amministrativa.

## Quartieri amministrativi
| Localizzazione | Distretto    | Capoluogo    | Superficie (Km²) |
| -------------- | ------------ | ------------ | ---------------- |
|                | Anse-la-Raye | Anse-la-Raye |                  |
|                | Castries     | Castries     |                  |
|                | Choiseul     | Choiseul     |                  |
|                | Dauphin      | Dauphin      |                  |
|                | Dennery      | Dennery      |                  |
|                | Gros Islet   | Gros Islet   |                  |
|                | Laborie      | Laborie      |                  |
|                | Micoud       | Micoud       |                  |
|                | Praslin      | Praslin      |                  |
|                | Soufrière    | Soufrière    |                  |
|                | Vieux Fort   | Vieux Fort   |                  |

## Quartieri statistici

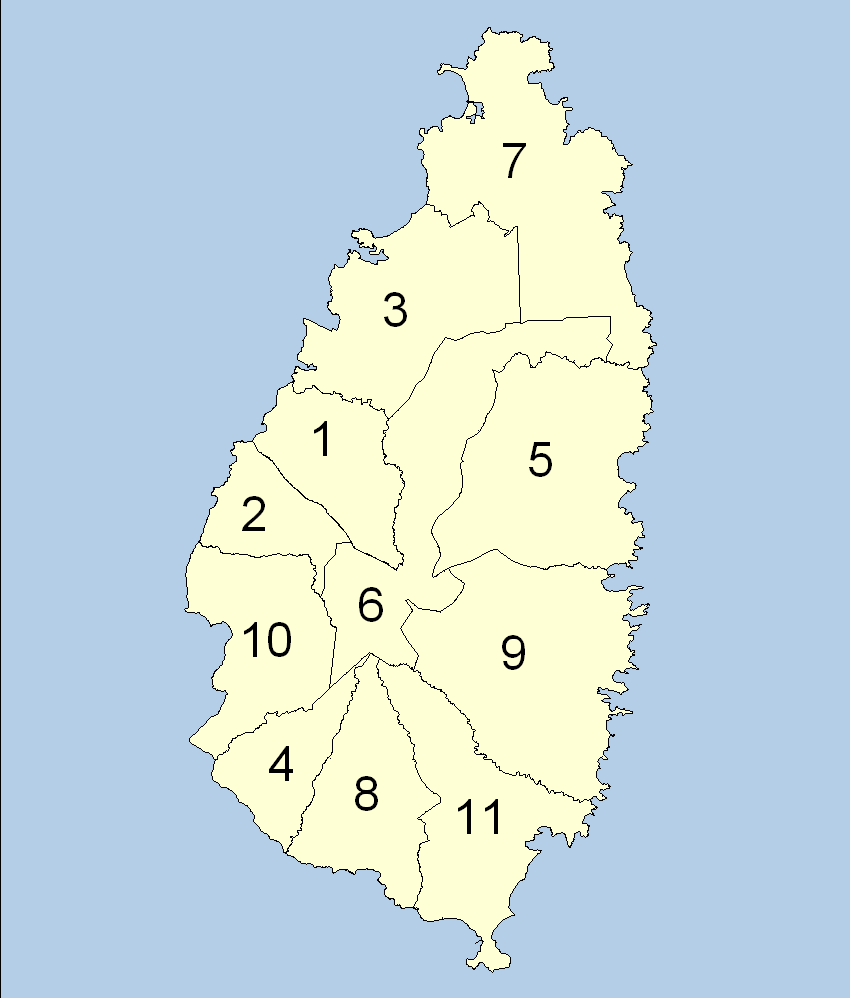
Quartieri statistici di Saint Lucia

Dal punto di vista statistico si divide in 10 quartieri più il territorio direttamente controllato dal governo della Central Forest Reserve nel centro dell'isola.
| N. | Quartiere    | Superficie (km²) | Abitanti (2010) | Densità (ab/km²) |
| -- | ------------ | ---------------- | --------------- | ---------------- |
| 1  | Anse-la-Raye | 31               | 6.033           | 194,6            |
| 2  | Canaries     | 16               | 1.915           | 119,7            |
| 3  | Castries     | 79               | 60.263          | 762,8            |
| 4  | Choiseul     | 31               | 5.766           | 186              |
| 5  | Dennery      | 70               | 11.874          | 169,6            |
| 6  | Forest       | 78               | 0               | 0                |
| 7  | Gros Islet   | 101              | 22.647          | 224,2            |
| 8  | Laborie      | 38               | 6.507           | 171,2            |
| 9  | Micoud       | 78               | 14.480          | 185,6            |
| 10 | Soufrière    | 51               | 7.747           | 151,9            |
| 11 | Vieux Fort   | 44               | 14.632          | 332,5            |